# 2022年の気象・地象・天象
2022年の気象・地象・天象（2022ねんのきしょう・ちしょう・てんしょう）では、2022年の気象・地象・天象に関する出来事について記述する。
2021年の気象・地象・天象 - 2022年の気象・地象・天象 - 2023年の気象・地象・天象

## 気象

### 1月
- 1月1日 - イランで雷を伴う豪雨が4日続き、スィースターン・バルーチェスターン州やホルモズガーン州など20州で8万人以上が影響を受ける[2]。
- 1月1日 - この日からルワンダで雷雨や強風などの悪天候が続く。1月27日時点で死者15人、負傷者37人に。死者のうち7人、負傷者のうち26人が雷によるもの[3]。
- 1月8日 - パキスタンのパンジャーブ州マリー（英語版）で吹雪、車数千台が立ち往生、少なくとも21人が死亡[4]。
- 1月11日 - ブラジルのミナスジェライス州で続く豪雨により10人が死亡したことが明らかに[5]。
- 1月13日 - オーストラリアの西オーストラリア州オンズロー（英語版）で最高気温50.7度を観測。1960年に観測された南半球史上最高気温と並ぶ気温。近隣の2か所でも50度超えの猛暑となった[6]。
- 1月15日 - 2022年東ケープ州洪水（英語版）。南アフリカ共和国東ケープ州で先週の鉄砲水により20人が死亡したことが明らかに[7]。
- 1月17日 - マダガスカルで雨が降り続き洪水が発生、41人が死亡[8]。
- 1月22日 - 熱帯暴風雨アナがマダガスカルを通過し、24日にはモザンビークに上陸。土砂災害や建物倒壊などにより、マダガスカルで48人、モザンビークで20人、マラウイで20人が死亡[9]。
- 1月31日 - エクアドルのキトで大雨による土砂災害があり、少なくとも23人が死亡、47人がけが[10]。

### 2月
- 2月1日
  - ハイチで2日間の豪雨・洪水により少なくとも3人の死亡が報告される[11]。
  - 世界気象機関が世界一長い距離を進んだ雷光、世界一長い時間光っていた雷光をそれぞれ認定。前者は2020年4月29日にアメリカ合衆国テキサス州一ミシシッピ州で発生した移動距離768 ± 8キロの雷で、後者は2020年6月18日にアルゼンチン一ウルグアイで発生した雷光継続時間17.1秒 ± 0.002秒の雷[12]。
- 2月2日 - コンゴ民主共和国の首都キンシャサ付近で送電線が垂れ下がり、少なくとも26人が感電死。同国の電力会社は声明を発表し、雷による切断と考えられるとした[13]。
- 2月4日 - アメリカ合衆国中部で暴風雪による倒木などでのべ37万世帯以上が停電。航空便は前日に5000便以上、この日には3000便ほど欠航した[14]。
- 2月5日 - マダガスカルで、翌日6日にかけてサイクロン・バツィライ（英語版）による洪水が発生し、121人が死亡[15]。
- 2月8日 - コロンビア西部のペレイラで大雨により土砂崩れが起きる。15人が死亡、4人が行方不明、35人がけが[16]。
- 2月15日
  - 熱帯暴風雨ドゥマコ（英語版）がマダガスカル東岸に上陸。少なくとも14人が死亡[17]。
  - ブラジルのリオデジャネイロ州ペトロポリスで集中豪雨により洪水や土砂災害が発生。2月23日時点で204人死亡、約50人行方不明[18]。
  - カナダ東部沖でスペインの漁船が荒波に巻き込まれ沈没、少なくとも7人が死亡、14人が行方不明に[19]。
- 2月18日 - ヨーロッパ西部で温帯低気圧ユーニスによる暴風。イギリス・ワイト島で瞬間風速54メートル。アイルランドとオランダで倒木により計3人が死亡、イングランドで14万世帯以上で停電[20]。
- 2月20日 - 2022年オーストラリア東部洪水（英語版）。オーストラリア南東部でこの日頃から少なくとも2週間豪雨が続く。クイーンズランド州一部地域で24時間に500ミリの雨が観測される[21]。1000年に1度とも言われる大雨で少なくとも17人が死亡した[22]。
- 2月23日 - 熱帯低気圧エムナティがマダガスカルに上陸[23]。15人が死亡[24]。
- 2月25日 - ボリビアでここ数日続く豪雨により少なくとも35人が死亡、25人が行方不明[25]。

### 3月
- 3月 - 5月 - インド・パキスタン熱波（英語版）。インドやパキスタンで記録的な熱波。5月15日にインドのデリーで49.2度を観測[26]。4月29日にパキスタンのシンド州で47度の気温を観測。インド北西部と中部では1900年の観測以来最も平均気温の高い4月となった[27]。両国で90人が死亡した[28]。
- 3月11日 - サイクロン・ゴンベ（英語版）がモザンビークのナンプラ州に上陸[29]。少なくとも73万6015人が被災、63人が死亡、108人がけが、家屋14万1854軒に被害[30]。
- 3月21日 - アメリカ合衆国南部で20個の竜巻が発生、5万4000世帯が停電、テキサス州で1人死亡、10人以上けが[31]。

### 4月
- 4月7日 - コロンビア北西部のアブリアキ（英語版）で大雨により土砂崩れが起きる。金鉱が巻き込まれ、11人が死亡、十数人がけが[32]。
- 4月10日 - 熱帯低気圧から発達した台風2号がフィリピン付近で停滞し、少なくとも172人が死亡[33][34]。
- 4月11日 - 2022年クワズール・ナタール州洪水（英語版）。南アフリカ共和国クワズール・ナタール州で記録的な大雨が降り、大規模な洪水や土砂崩れの原因に。推定被害額は数十億ランドで[35]、435人が死亡、60人が行方不明に[36]。

### 5月
- 5月 - 6月 - 中国の広東省、広西チワン族自治区、湖南省などで記録的大雨、500万人が被災[37][38]。少なくとも32人が死亡、家屋2700軒以上に被害、農地9万6160ヘクタールに被害、直接的な経済被害額は推定40億人民元[39]。
- 5月 - 9月 - 2022年の北アメリカの熱波（英語版）。
- 5月 - 10月 - 2022年ナイジェリア洪水（英語版）。この年の雨季は特に雨量が多く、一連の大雨で600人以上が死亡、200万人以上が被災、家屋20万棟以上が被害を受けた[40]。
- 5月 - インド東部とバングラデシュで洪水。少なくとも50人以上が死亡、数百万人に影響[41]。
- 5月21日 - カナダのオンタリオ州やケベック州で暴風雨。5人が死亡、数人がけが、50万軒以上で停電[42]。
- 5月25日 - ブラジルのペルナンブーコ州でこの日から数日間大雨が続き、洪水や土砂崩れが相次ぐ。79人が死亡、多数が行方不明に[43]。
- 5月30日 - ハリケーン・アガサ（英語版）がメキシコ南部に上陸。10人が死亡、約20人が行方不明に[44]。

### 6月
- 6月 - インド・アッサム州とバングラデシュで洪水。少なくともインドで17人、バングラデシュで25人が死亡[45]。
- 6月 - パキスタン洪水。同国の国土の3分の1が水没、少なくとも1200人以上が死亡、3300万人以上が被災、家屋100万棟以上に被害[46]。
- 6月下旬 - 7月上旬 - 東日本と西日本を中心に記録的猛暑。6月25日に群馬県伊勢崎市で6月としては全国初の40度超えとなる40.2度を観測。この年の夏期は日本では1898年の統計開始以来2番目に平均気温が高く、5月から9月にかけて熱中症で救急搬送された人も7.1万人と調査開始以来過去最多となった[47]。
- 6月 - 8月 - ヨーロッパ熱波 (2022年)（英語版）。この年はヨーロッパで最も暑い夏となった。西ヨーロッパでは一連の熱波で2万人以上が死亡した[48]。

### 7月
- 7月3日 - イタリアのマルモラーダ山で氷河の一部が崩壊。9人が死亡、3人が行方不明に[49]。
- 7月11日 - 7月16日 - 中国の四川省や甘粛省で大雨による洪水。6人が死亡、12人が行方不明に[50]。
- 7月25日 - 7月30日 - アメリカ合衆国ケンタッキー州東部で豪雨により大規模な洪水・土砂災害。39人が死亡[51]。
- 7月30日 - 7月31日 - ウガンダ東部で豪雨による洪水・土砂崩れ。少なくとも10人が死亡[52]。

### 8月
- 8月 - 韓国と北朝鮮で豪雨災害が発生。
- 8月 - アフガニスタン中部・東部で洪水。182人が死亡、250人がけが、家屋3100戸以上が全壊[53]。
- 8月3日 - 8月4日 - 日本の新潟県下越地方で1時間に100ミリを超える記録的な大雨。1人けが、家屋2418棟に被害[54]。
- 8月4日 - イエメンでこの数日の豪雨による洪水でこの日までに少なくとも16人が死亡[55]。
- 8月18日 - ヨーロッパ中部から南部にかけて暴風雨。コルシカ島で最大瞬間風速62メートル。この日までにフランスやオーストリアなどで計13人が死亡[56]。
- 8月19日 - 8月21日 - インド北部・東部で大雨により少なくとも50人が死亡[57]。
- 8月29日 - 9月6日 - 台風11号が先島諸島や韓国を襲い、韓国で11人が死亡するなどの被害[58]。

### 9月
- 大型で猛烈な台風14号が史上最強クラスの勢力で日本に接近[59]。
- 9月23日 - 10月2日 - ハリケーン・イアン（英語版）がアメリカ合衆国南部やキューバを襲う。フロリダ州とノースカロライナ州で125人が死亡[60]、アメリカ合衆国で少なくとも280億ドルの被害[61]。
- 9月24日 - ハリケーン・フィオナ（英語版）がカナダの大西洋岸州に上陸。保険請求による推定損失額はカナダ大西洋岸で発生したハリケーンとしては最高額となる3億 - 7億カナダ・ドルに上る可能性[62]。
- 9月26日 - 台風16号がフィリピンに上陸し、6人が死亡。28日にはベトナムに上陸し、停電や倒木が報告された[63]。

### 10月
- 10月4日 - インド北部のヒマラヤ山脈で雪崩により19人が死亡、10人が行方不明[64]。
- 10月8日 - ベネズエラの北をハリケーン・ジュリア（英語版）が通過[65]。アラグア州ラステヘリアスで河川氾濫や大規模な土砂崩れにより36人が死亡、50人以上が行方不明であることが明らかに[66]。
- 10月27日 - 11月3日 - 台風22号の影響でフィリピンのミンダナオ島マギンダナオ州などで洪水や地滑りが起きる。101人が死亡、66人が行方不明、70人がけが[67]。

### 11月
- 11月4日 - アメリカ合衆国オクラホマ州、テキサス州、アーカンソー州で竜巻、少なくとも2人が死亡、2万軒以上で停電[68]。
- 11月10日 - ハリケーン・ニコールがアメリカ合衆国フロリダ州に上陸。少なくとも2人が死亡、一時23.7万戸以上が停電[69]。
- 11月24日 - サウジアラビア西部で記録的豪雨により少なくとも2人が死亡[70]。

### 12月
- 12月4日 - コロンビアのリサラルダ州プエブロリコで豪雨による地すべりが起き、バスや住宅などが巻き込まれる。少なくとも34人が死亡[71]。
- 12月12日 - 12月13日 - コンゴ民主共和国キンシャサで豪雨、大規模な洪水で120人以上が死亡[72]。
- 12月18日 - 12月26日 - フィリピン南部や東部を中心に断続的な大雨、洪水により13人が死亡、23人が行方不明[73]。
- 12月21日 - 12月26日 - アメリカ合衆国で記録的寒波。少なくとも62人が死亡。寒波の影響でニューヨーク州に非常事態が宣言された[74]。

## 地象

### 1月
- 1月2日 - 中国雲南省でM 5.5の地震、22人がけが[75]。
- 1月15日 - 2022年のフンガ・トンガ噴火。トンガのフンガ・トンガ＝フンガ・ハアパイ火山で大規模な噴火が発生。噴煙は高度58kmに達し、噴火により発生した衝撃波に伴う気圧変化により世界各地で潮位変化が観測された。
- 1月17日 - アフガニスタンのバードギース州でM 4.9の地震、その2時間後に6マイル離れた場所でM 5.3の地震。少なくとも27人が死亡[76]。
- 1月22日 - 日向灘地震が発生。13人がけが。

### 2月
- 2月25日 - インドネシアのスマトラ島でM 6.2の地震、10人が死亡、4人が行方不明に[77]。

### 3月
- 3月16日 - 福島県沖地震が発生。4人が死亡。248人がけが

### 6月
- 6月1日 - 中国四川省雅安市でM 6.1の地震。落石により4人が死亡。14人がけが[78]。
- 6月22日 - アフガニスタン東部地震が発生。1006人が死亡。3018人がけが
- 6月24日 - アフガニスタン南東部でM 4.2の地震。少なくとも5人が死亡、11人がけが[79]。

### 7月
- 7月2日 - イラン南部でM 6.3の地震が2時間おきに発生。少なくとも5人が死亡、19人がけが[80]。
- 7月27日 - フィリピンのルソン島アブラ州でM 7.0の地震。6人が死亡、4人が行方不明、136人がけが[81]。

### 9月
- 9月5日
  - 中国四川省でM 6.6の地震。同省雅安市で34人、甘孜チベット族自治州で40人がそれぞれ死亡[82]。
  - アフガニスタンのクナル州でM 5.3の地震があり、10人が死傷[83]。
- 9月11日 - パプアニューギニア地震。12人が死亡。42人がけが
- 9月17日 - 9月18日 - 台東地震。1人が死亡。168人がけが
- 9月19日 - メキシコ中西部でM 7.6の地震。少なくとも1人が死亡[84]。
- 9月21日 - 西アーザルバーイジャーン州地震（英語版）。イランの同州で地震が相次ぐ。

### 11月
- 11月9日 - ネパールでM 6.6（EMSCによればM 5.6）の地震があり、少なくとも6人が死亡[85]。
- 11月21日 - ジャワ島西部地震。321人が死亡。11人が行方不明。7729人がけが

### 12月
- 12月20日 - アメリカ合衆国カリフォルニア州北部沖でM 6.4の地震。少なくとも2人が死亡、11人がけが[86]。

## 天象
- 3月11日 - 小惑星の2022 EB5がノルウェー海上空で大気圏突入し消失。地球衝突前に発見された5件目の太陽系小天体。
- 5月1日 - 南米から南極大陸にかけて部分日食[87]